# Маттесон (Іллінойс)
Маттесон (англ. Matteson) — селище (англ. village) в США, в округах Кук і Вілл штату Іллінойс. Населення — 19 073 особи (2020).

## Географія
Маттесон розташований за координатами 41°30′34″ пн. ш. 87°44′43″ зх. д. / 41.50944° пн. ш. 87.74528° зх. д. (41.509322, -87.745320).  За даними Бюро перепису населення США в 2010 році селище мало площу 24,24 км², з яких 24,15 км² — суходіл та 0,09 км² — водойми.

## Демографія
Згідно з переписом 2010 року, у селищі мешкало 19 009 осіб у 6735 домогосподарствах у складі 5017 родин. Густота населення становила 784 особи/км².  Було 7086 помешкань (292/км²).
Расовий склад населення:
| - 78,7 % — чорних або афроамериканців - 16,3 % — білих - 1,0 % — азіатів - 0,2 % — корінних американців - 1,6 % — осіб інших рас |

До двох чи більше рас належало 2,2 %. Частка іспаномовних становила 4,3 % від усіх жителів.
За віковим діапазоном населення розподілялося таким чином: 27,1 % — особи молодші 18 років, 61,0 % — особи у віці 18—64 років, 11,9 % — особи у віці 65 років та старші. Медіана віку мешканця становила 38,4 року. На 100 осіб жіночої статі у селищі припадало 84,5 чоловіків;  на 100 жінок у віці від 18 років та старших — 77,7 чоловіків також старших 18 років.
Середній дохід на одне домашнє господарство  становив 87 497 доларів США (медіана — 76 638), а середній дохід на одну сім'ю — 101 174 долари (медіана — 95 696). Медіана доходів становила 47 460 доларів для чоловіків та 53 371 долар для жінок. За межею бідності перебувало 11,2 % осіб, у тому числі 22,3 % дітей у віці до 18 років та 4,7 % осіб у віці 65 років та старших.
Цивільне працевлаштоване населення становило 9022 особи. Основні галузі зайнятості: освіта, охорона здоров'я та соціальна допомога — 35,2 %, роздрібна торгівля — 10,2 %, транспорт — 9,0 %, виробництво — 8,2 %.